# Ludvig Stoud Platou
Ludvig Stoud Platou, född den 28 mars 1778 i Slagelse på Själland, död den 30 november 1833, var en norsk pedagog och ämbetsman. Han var far till Carl Nicolai Stoud och Fredrik Christian Stoud Platou.
Platou avlade lärarexamen i Köpenhamn 1803, kom i april samma år till Norge som adjunkt, sedan 1806 lektor vid Kristiania katedralskola. År 1809 hade han huvudandel i upprättandet av Selskabet for Norges vel, för vars utveckling han även senare var mycket verksam som sekreterare, 1822 var han dess vice preses och redigerade många år dess publikationer "Historisk-filosofiske Samlinger" och "Budstikken". År 1813 utnämndes Platou till professor i historia och statistik vid Kristianias nya universitet, vars ekonomiska förvaltning han även övertog som kvestor. Dessutom blev han 1815 expeditionssekreterare i inrikesdepartementet och 1817 statssekreterare. Grundläggande betydelse på geografiundervisningens område fick han genom åtskilliga läroböcker.